# 不求人

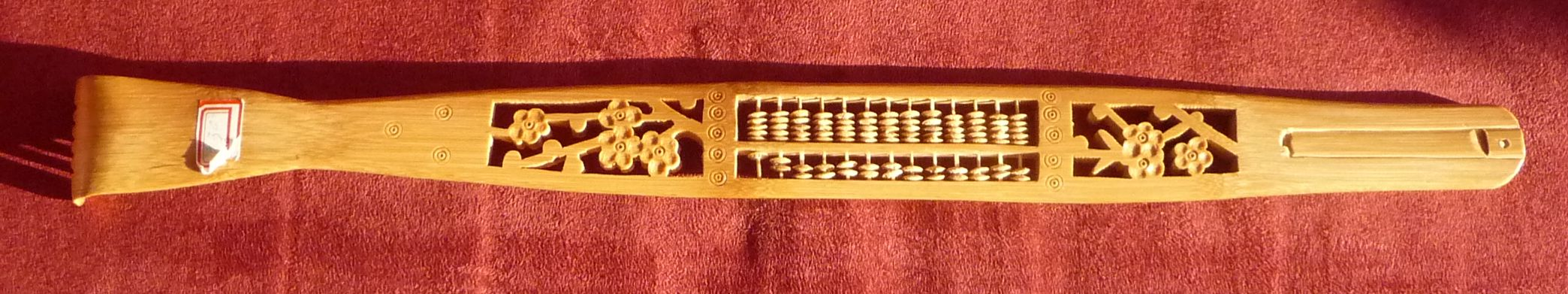

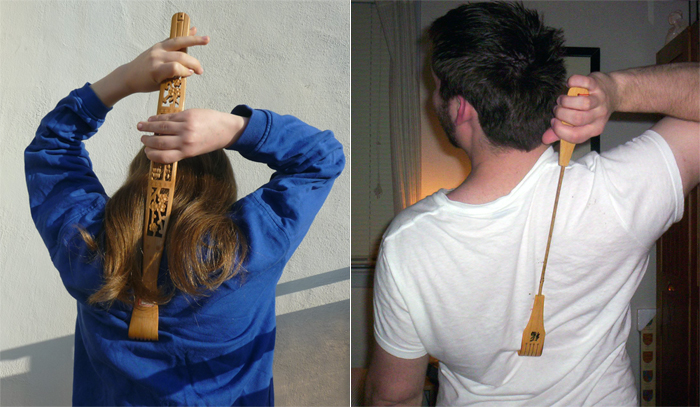

不求人又稱抓耙子、癢癢撓、老头乐或笑刷儿，古稱爪仗，是一種抓癢的工具，多用於背部等自己較難碰觸到的身體部位。由於是可以自己使用的器具，不需求人幫忙抓癢，而稱之。
傳統的不求人多用竹或木等材質，前端成耙子狀。近年也有塑膠製造的，有些會把前端製成手掌造型。而象征吉祥的工艺品如意，就是由爪仗演變過來的。
臺灣黑話中，「抓耙子」被引申為「告密者」的代稱，已成為臺語常用詞，即香港俗稱的篤灰、篤背脊或金手指。